# Distrito de Makó
El distrito de Makó (húngaro: Makói járás) es un distrito húngaro perteneciente al condado de Csongrád.
En 2013 tenía 44 612 habitantes. Su capital es Makó.

## Municipios
El distrito tiene 2 ciudades (en negrita), un pueblo mayor (en cursiva) y 12 pueblos (población a 1 de enero de 2012):
- Ambrózfalva (486)
- Apátfalva (2941)
- Csanádalberti (434)
- Csanádpalota (2968)
- Földeák (3025)
- Királyhegyes (662)
- Kiszombor (3772)
- Kövegy (377)
- Magyarcsanád (1458)
- Makó (23 573) – la capital
- Maroslele (2047)
- Nagyér (480)
- Nagylak (466)
- Óföldeák (451)
- Pitvaros (1341)